# Ло Гуан, Станислав
Станислав Ло Гуан (1 января 1911 год, Китай — 28 февраля 2004 год, Тайбэй) — католический прелат, первый епископ Тайнаня с 21 марта 1961 по 15 февраля 1966 года, архиепископ Тайбэя с 15 февраля 1966 по 5 августа 1978 года.

## Биография
9 февраля 1936 года был рукоположён в священники.
21 марта 1961 года Римский папа Иоанн XXIII назначил Станислава Ло Гуана епископом Тайнаня. 21 мая 1961 года в Риме состоялось его рукоположение в епископы, которое совершил Римский папа Иоанн XXIII в сослужении с титулярным епископом Цезарианы Фултоном Шином и апостольским викарием Эль-Обейда Эдуардом Мазоном.
Участвовал в работе I, II, III и IV сессиях II Ватиканского собора.
15 февраля 1966 года был назначен архиепископом Тайбэя. 5 августа 1978 года вышел в отставку.
Скончался 28 февраля 2004 года.